# Georgiana Iuliana Aniței
Georgiana Iuliana Aniței (* 26. März 1999 in Bacău) ist eine rumänische Dreispringerin, die gelegentlich auch im Weitsprung an den Start geht.

## Sportliche Laufbahn
Erste internationale Erfahrungen sammelte Georgiana Iuliana Aniței bei den Jugendweltmeisterschaften 2015 in Cali, bei denen sie mit einer Weite von 13,49 m die Goldmedaille im Dreisprung gewann und im Weitsprung mit 6,04 m auf Rang neun gelangte. Anschließend siegte sie beim Europäischen Olympischen Jugendfestival in Tiflis mit 13,50 m und schied mit der rumänischen 4-mal-100-Meter-Staffel mit 48,13 s im Vorlauf aus. Im Jahr darauf siegte sie bei den erstmals ausgetragenen Jugendeuropameisterschaften ebendort mit einer Weite von 13,19 m im Dreisprung und wurde im Weitsprung mit 5,62 m Zehnte. Anschließend nahm sie im Dreisprung an den U20-Weltmeisterschaften in Bydgoszcz teil und gewann dort mit 13,49 m die Bronzemedaille. Zwei Jahre später belegte sie dann bei den Leichtathletik-U20-Weltmeisterschaften 2018 in Tampere mit 13,46 m den sechsten Platz und 2019 wurde sie bei den U23-Europameisterschaften in Gävle mit 13,55 m Fünfte. 2021 gelangte sie bei den Balkan-Meisterschaften in Smederevo mit 12,50 m auf Rang 13 und schied anschließend bei den U23-Europameisterschaften in Tallinn mit 12,99 m in der Qualifikationsrunde aus. 

## Persönliche Bestleistungen
- Weitsprung: 6,23 m (+1,7 m/s), 31. Mai 2015 in Bukarest
  - Weitsprung (Halle): 6,25 m, 4. Februar 2018 in Bukarest
- Dreisprung: 13,63 m (+0,4 m/s), 30. Juli 2019 in Pitești
  - Dreisprung (Halle): 13,60 m, 14. Februar 2015 in Bukarest